# Goya 1995
Die 9. Verleihung des Goya fand am 21. Januar 1995 im Palacio de Congresos in Madrid statt. Der spanische Filmpreis wurde in 25 Kategorien vergeben. Zusätzlich wurde ein Ehren-Goya verliehen. Das Filmdrama Deine Zeit läuft ab, Killer erhielt insgesamt 19 Nominierungen, was lange Zeit (bis 2022) einen Rekord darstellte. Die Preisverleihung wurde von der Schauspielerin María Barranco moderiert.

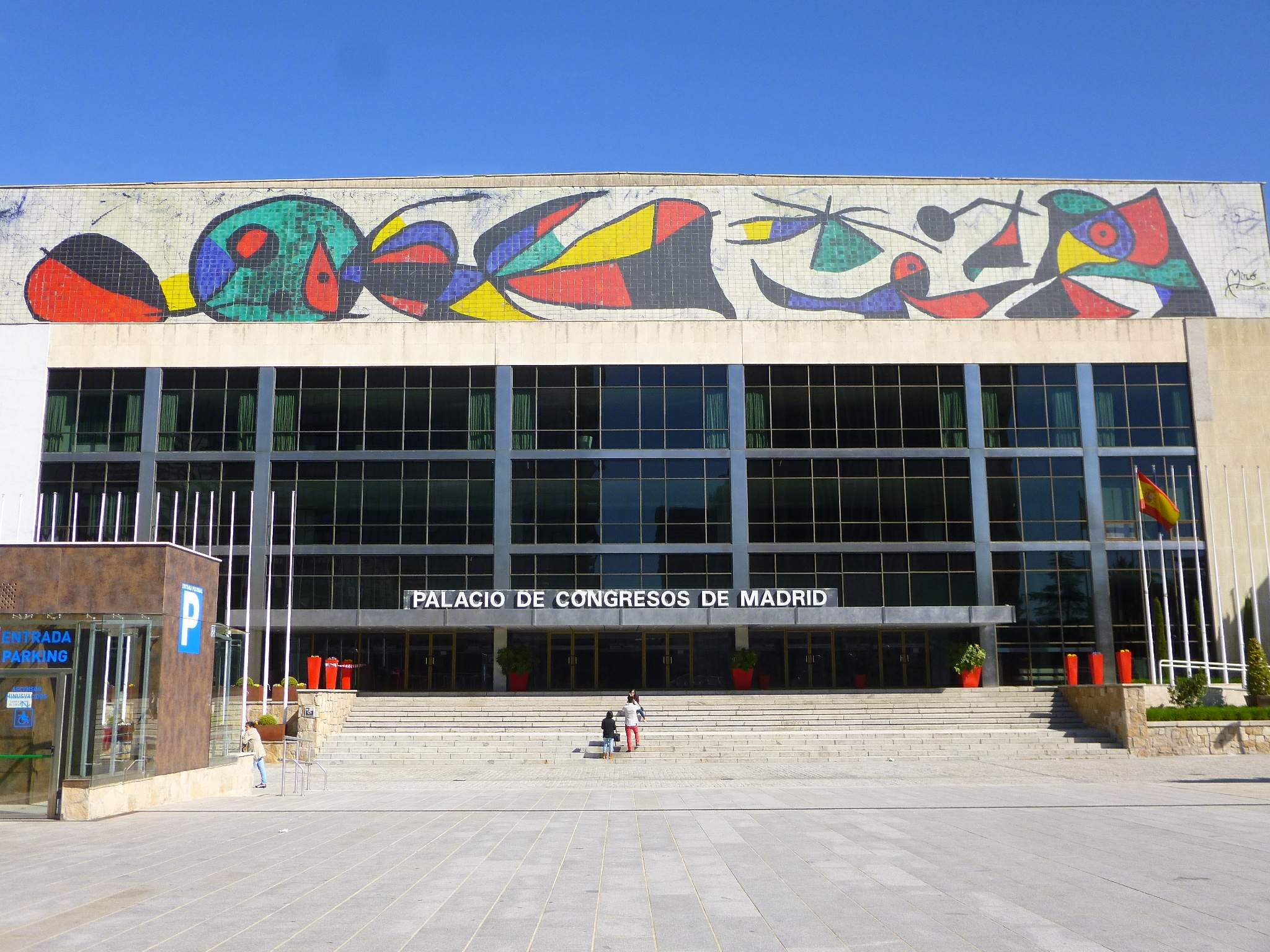
Der Palacio de Congresos, der Veranstaltungsort der Verleihung

## Gewinner und Nominierte
| Statistik (Filme mit mehr als einer Nominierung) N=Nominierung; A=Auszeichnung |    |   |
| Film                                                                           | N  | A |
| Deine Zeit läuft ab, Killer                                                    | 19 | 8 |
| Im Sog der Leidenschaft                                                        | 12 | 2 |
| Canción de cuna                                                                | 11 | 5 |
| Los peores años de nuestra vida                                                | 4  | 1 |
| Justino – Der Mordbube                                                         | 2  | 2 |
| Todo es mentira                                                                | 2  | 0 |
| Todos los hombres sois iguales                                                 | 2  | 0 |

### Bester Film (Mejor película)
Deine Zeit läuft ab, Killer (Días contados) – Regie: Imanol Uribe
- Canción de cuna – Regie: José Luis Garci
- Im Sog der Leidenschaft (La pasión turca) – Regie: Vicente Aranda

### Beste Regie (Mejor dirección)
Imanol Uribe – Deine Zeit läuft ab, Killer (Días contados)
- José Luis Garci – Canción de cuna
- Vicente Aranda – Im Sog der Leidenschaft (La pasión turca)

### Beste Nachwuchsregie (Mejor dirección novel)
Santiago Aguilar – Justino – Der Mordbube (Justino, un asesino de la tercera edad)
- Álvaro Fernández Armero – Todo es mentira
- Héctor Carré – Dame fuego

### Bester Hauptdarsteller (Mejor actor)
Carmelo Gómez – Deine Zeit läuft ab, Killer (Días contados)
- Alfredo Landa – Canción de cuna
- Gabino Diego – Los peores años de nuestra vida

### Beste Hauptdarstellerin (Mejor actriz)
Cristina Marcos – Todos los hombres sois iguales
- Ana Belén – Im Sog der Leidenschaft (La pasión turca)
- Ruth Gabriel – Deine Zeit läuft ab, Killer (Días contados)

### Bester Nebendarsteller (Mejor actor de reparto)
Javier Bardem – Deine Zeit läuft ab, Killer (Días contados)
- Agustín González – Los peores años de nuestra vida
- Óscar Ladoire – Alegre ma non troppo

### Beste Nebendarstellerin (Mejor actriz de reparto)
María Luisa Ponte – Canción de cuna
- Candela Peña – Deine Zeit läuft ab, Killer (Días contados)
- Sílvia Munt – Im Sog der Leidenschaft (La pasión turca)

### Bester Nachwuchsdarsteller (Mejor actor revelación)
Saturnino García – Justino – Der Mordbube (Justino, un asesino de la tercera edad)
- Coque Malla – Todo es mentira
- Pepón Nieto – Deine Zeit läuft ab, Killer (Días contados)

### Beste Nachwuchsdarstellerin (Mejor actriz revelación)
Ruth Gabriel – Deine Zeit läuft ab, Killer (Días contados)
- Candela Peña – Deine Zeit läuft ab, Killer (Días contados)
- Elvira Mínguez – Deine Zeit läuft ab, Killer (Días contados)

### Bestes Originaldrehbuch (Mejor guion original)
Joaquín Oristrell, Yolanda García Serrano, Juan Luis Iborra und Manuel Gómez Pereira – Todos los hombres sois iguales
- David Trueba – Los peores años de nuestra vida
- Gonzalo Suárez – El detective y la muerte

### Bestes adaptiertes Drehbuch (Mejor guion adaptado)
Imanol Uribe – Deine Zeit läuft ab, Killer (Días contados)
- José Luis Garci und Horacio Valcárcel – Canción de cuna
- Vicente Aranda – Im Sog der Leidenschaft (La pasión turca)

### Beste Produktionsleitung (Mejor dirección de producción)
José Luis Escolar – Im Sog der Leidenschaft (La pasión turca)
- Andrés Santana – Deine Zeit läuft ab, Killer (Días contados)
- José Luis García Arrojo – El detective y la muerte

### Beste Kamera (Mejor fotografía)
Manuel Rojas – Canción de cuna
- Javier Aguirresarobe – Deine Zeit läuft ab, Killer (Días contados)
- José Luis Alcaine – Im Sog der Leidenschaft (La pasión turca)

### Bester Schnitt (Mejor montaje)
Teresa Font – Deine Zeit läuft ab, Killer (Días contados)
- José Salcedo – El detective y la muerte
- Miguel González Sinde – Canción de cuna

### Bestes Szenenbild (Mejor dirección artística)
Gil Parrondo – Canción de cuna
- Félix Murcia – Deine Zeit läuft ab, Killer (Días contados)
- Josep Rosell – Im Sog der Leidenschaft (La pasión turca)

### Beste Kostüme (Mejor diseño de vestuario)
Yvonne Blake – Canción de cuna
- Helena Sanchís – Deine Zeit läuft ab, Killer (Días contados)
- Nereida Bonmatí – Im Sog der Leidenschaft (La pasión turca)

### Beste Maske (Mejor maquillaje y peluquería)
José Antonio Sánchez und Paquita Núñez – Canción de cuna
- Romana González und Josefa Morales – Deine Zeit läuft ab, Killer (Días contados)
- Juan Pedro Hernández und Manolo Carretero – Im Sog der Leidenschaft (La pasión turca)

### Beste Spezialeffekte (Mejores efectos especiales)
Reyes Abades – Deine Zeit läuft ab, Killer (Días contados)
- Michael Kirton – Teufel im Paradies (Desvío al paraíso)
- Miroslaw Marchwinski – El detective y la muerte

### Bester Ton (Mejor sonido)
Gilles Ortion, José Antonio Bermúdez, Carlos Garrido und Polo Aledo – Los peores años de nuestra vida
- Gilles Ortion und John Hayward – Deine Zeit läuft ab, Killer (Días contados)
- Gilles Ortion und Ricard Casals – Im Sog der Leidenschaft (La pasión turca)

### Beste Filmmusik (Mejor música original)
José Nieto – Im Sog der Leidenschaft (La pasión turca)
- Manuel Balboa – Canción de cuna
- Suso Sáiz – El detective y la muerte

### Bester Kurzfilm (Mejor cortometraje de ficción)
Aquel ritmillo – Regie: Javier Fesser
- Sangre ciega – Regie: Geli Albaladejo und Miguel Albaladejo
- Se paga al acto – Regie: Teresa Marcos

### Bester animierter Kurzfilm (Mejor cortometraje de animación)
El sueño de Adán – Regie: Mercedes Gaspar
- Arturo Gámez – Regie: Miguel Navarro

### Bester Animationsfilm (Mejor película de animación)
- El regreso del viento del norte – Regie: Maite Ruiz de Austri

### Bester europäischer Film (Mejor película europea)
The Snapper, Großbritannien – Regie: Stephen Frears
- Was vom Tage übrig blieb (The Remains of the Day), Großbritannien – Regie: James Ivory
- Raining Stones, Großbritannien – Regie: Ken Loach

### Bester ausländischer Film in spanischer Sprache (Mejor película extranjera de habla hispana)
Erdbeer und Schokolade (Fresa y chocolate), Kuba – Regie: Tomás Gutiérrez Alea und Juan Carlos Tabío
- Die Strategie der Schnecke (La estrategia del caracol), Kolumbien – Regie: Sergio Cabrera
- Sin compasión, Peru – Regie: Francisco José Lombardi

## Ehrenpreis (Goya de honor)
- José María Forqué, spanischer Regisseur und Drehbuchautor